# Regina Pisarek
Regina Maria Pisarek (ur. 25 marca 1939 w Warszawie, zm. 22 stycznia 1998 w Nadarzynie) – polska piosenkarka.

## Działalność artystyczna
Zadebiutowała na estradzie w konkursie Polskiego Radia dla piosenkarzy amatorów w 1958, zajmując trzecie miejsce. Uczestniczyła w wielu edycjach Festiwalu Piosenki Żołnierskiej w Kołobrzegu, Międzynarodowego Festiwalu Piosenki w Sopocie (w 1963 zdobyła pierwszą nagrodę) i Krajowego Festiwalu Piosenki Polskiej w Opolu.
Wylansowała m.in.:
- Jest Warszawa (muz. Bogusław Klimczuk, sł. Andrzej Lech)
- Tak długo was chłopcy nie było (muz. Jerzy Mart, sł. Jan Gałkowski) – Srebrny Pierścień Festiwalu Piosenki Żołnierskiej - Kołobrzeg 1970
- Nie jest źle, jak na początek - Srebrny Pierścień Festiwalu Piosenki Żołnierskiej - Kołobrzeg 1972
- Wania drwal (muz. Z. Jeżewski, sł. Z. Haraschin)
- Melodia Wołodii
- Uralska stal
- W żołnierskiej pieśni (muz. Jerzy Mart, sł. Karol Kord)
- Jakże cię pokochać (muz. Jacek Rudzki, sł. Jan Babicz)
- Gdyby nie oni (muz. Adam Hetman, sł. Piotr Łosowski) – nagroda specjalna Komitetu Organizacyjnego Festiwalu Piosenki Żołnierskiej - Kołobrzeg 1976 za interpretację piosenek[1],
- Opowiedz nam ojczyzno (muz. Tadeusz Margot, M. Kucharska, sł. J. Szczepkowski) – Złoty Pierścień Festiwalu Piosenki Żołnierskiej - Kołobrzeg 1977
- Bajka o dniu wczorajszym (muz. M. Kucharska, sł. J. Szczepkowski) – Złoty Pierścień Festiwalu Piosenki Żołnierskiej - Kołobrzeg 1979
- Nie warto było (muz. Urszula Rzeczkowska, sł. Barbara Rybałtowska)
- Nie pamiętam (muz. Jerzy Wasowski, sł. Jeremi Przybora)
- Noc wie o wszystkim (muz. Jerzy Gert, sł.  Tadeusz Śliwiak)
- Nie powinnam wierzyć (muz. Wojciech Piętowski, sł. Jacek Korczakowski)
- Co to za miłość
- Dzień już nie ten sam
- Ramudżano
- Nie zostawiaj mi wspomnień
- Niebieski wieczór
- Tango pełne słońca (muz. sł. Edward Czerny)
- Tak naprawdę żyć (muz. Wojciech Kacperski, sł. J.W. Martin)
- Łączą nas (muz. Mateusz Święcicki, sł. Jerzy Lewiński, Andrzej Zaniewski)
- Tam po stronie światła (muz. Adam Skorupka, sł. Jacek Korczakowski)
- Nie przedawnimy naszej miłości (muz. Ryszard Poznakowski, sł. Andrzej Jastrzębiec-Kozłowski)
- Pytania pragnień (muz. Jacek Rudzki, sł. L. Rybicki)
- Dźwięki walca kołyszą wspomnienia (muz. Tomasz Rostkowski, sł. Piotr Janczerski)
- Patrzę na drogę (muz. M. Kucharska, sł. J. Szczepkowski)
- Zrozumieć wszystko i wybaczyć (muz. Ryszard Poznakowski, sł. Andrzej Jastrzębiec-Kozłowski)
- Spokój naszych dni (muz. Zygmunt Apostoł, sł. Włodzimierz Patyszyński)
- Bądź, po prostu bądź (muz. Ali Krauzowicz, sł. Jadwiga Urbanowicz)
- To co minęło (muz. Adam Skorupka, sł. Jacek Korczakowski)

## Dyskografia
Albumy studyjne
- Oczy czarne
- Utajone słowo (Pronit, 1971)
- Bądź, po prostu bądź (Pronit, 1977)

## Śmierć

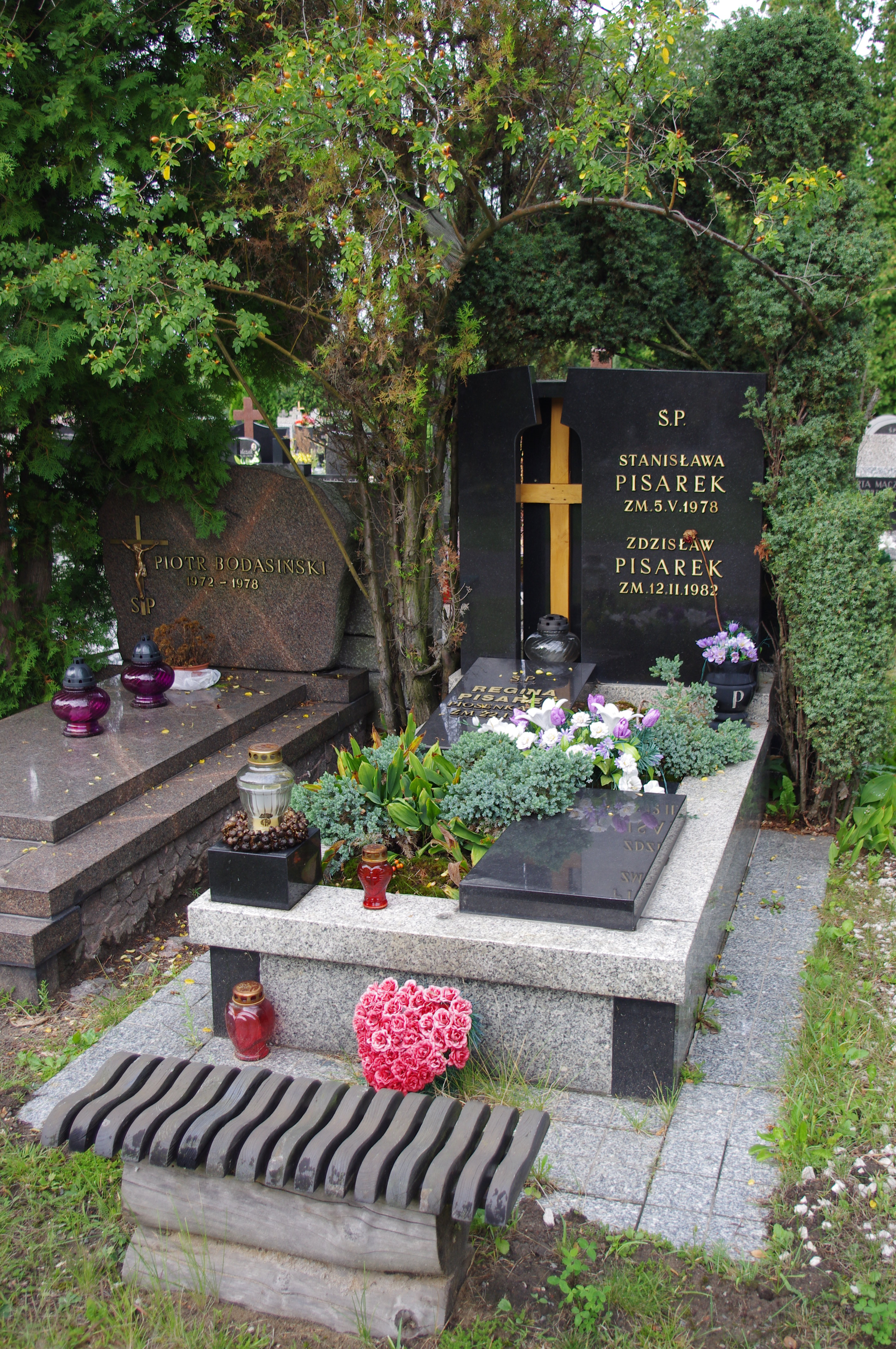
Grób Reginy Pisarek

Zmarła 22 stycznia 1998 w wypadku samochodowym, do którego doszło na drodze krajowej nr 8 w Nadarzynie. Renault Clio, którym podróżowała, zderzył się czołowo z Ładą prowadzoną przez nietrzeźwego kierowcę. Została pochowana na Cmentarzu Północnym w Warszawie (kw. W-VII-3-12-15).